# Espagne au Concours Eurovision de la chanson 1989
L'Espagne a participé au Concours Eurovision de la chanson 1989 le 6 mai à Lausanne, en Suisse. C'est la 29e participation espagnole au Concours Eurovision de la chanson.
Le pays est représenté par la chanteuse Nina et la chanson Nacida para amar, sélectionnées en interne par la TVE.

## Sélection interne
Le radiodiffuseur espagnol, Televisión Española (TVE), choisit en interne l'artiste et la chanson représentant l'Espagne au Concours Eurovision de la chanson 1989.
| Artiste | Chanson          | Langue   | Traduction     |
| ------- | ---------------- | -------- | -------------- |
| Nina    | Nacida para amar | Espagnol | Née pour aimer |

Lors de cette sélection, c'est la chanson Nacida para amar, interprétée par Nina, qui fut choisie. Le chef d'orchestre sélectionné pour l'Espagne à l'Eurovision 1989 est Juan Carlos Calderón.

## À l'Eurovision

### Points attribués par l'Espagne
| 12 points | Italie      |
| 10 points | Royaume-Uni |
| 8 points  | Portugal    |
| 7 points  | Finlande    |
| 6 points  | Pays-Bas    |
| 5 points  | Suède       |
| 4 points  | Grèce       |
| 3 points  | Luxembourg  |
| 2 points  | Autriche    |
| 1 point   | Turquie     |

### Points attribués à l'Espagne
| 12 points | 10 points                                 | 8 points                     | 7 points                 | 6 points |
| --------- | ----------------------------------------- | ---------------------------- | ------------------------ | -------- |
|           | - Allemagne - Grèce - Luxembourg - Suisse | - Finlande - France - Italie | - Belgique - Royaume-Uni |          |
| 5 points  | 4 points                                  | 3 points                     | 2 points                 | 1 point  |
|           | - Chypre - Norvège                        |                              | - Turquie                |          |

Nina interprète Nacida para amar en 16e position lors de la soirée du concours, suivant la France et précédant Chypre.
Au terme du vote final, l'Espagne termine 6e sur 22 pays participants, ayant reçu 88 points au total,.